# Anni 620 a.C.
Gli anni 620 a.C. sono il decennio che comprende gli anni dal 629 a.C. al 620 a.C. inclusi.

## Eventi, invenzioni e scoperte
- Ad Atene il legislatore Dracone nel 621 a.C. emana un codice di leggi scritte che limita gli abusi dei giudici e migliora la posizione dei ceti popolari.
- Secondo Tucidide nel 628 a.C avviene la fondazione di Thermae Selinuntine(attuale Sciacca)

## Personaggi
- Con la morte di Assurbanipal nel 626 a.C. si indebolisce la potenza degli Assiri.

## Morti
- Jin Wen Gong, politico cinese (n. 697 a.C.)627 a.C.
- Assur-etil-ilani, sovrano626 a.C.
- Assurbanipal, re (n. 685 a.C.)